# Gafaria de Lagos
A Gafaria de Lagos foi um hospital que serviu para o isolamento dos doentes com lepra, situado na cidade de Lagos, na região do Algarve, em Portugal. Ganhou reconhecimento devido ao seu cemitério anexo, que também serviu como lixeira e local de enterramento de escravos, tendo sido encontrados os restos mortais de mais de uma centena e meia de indivíduos.

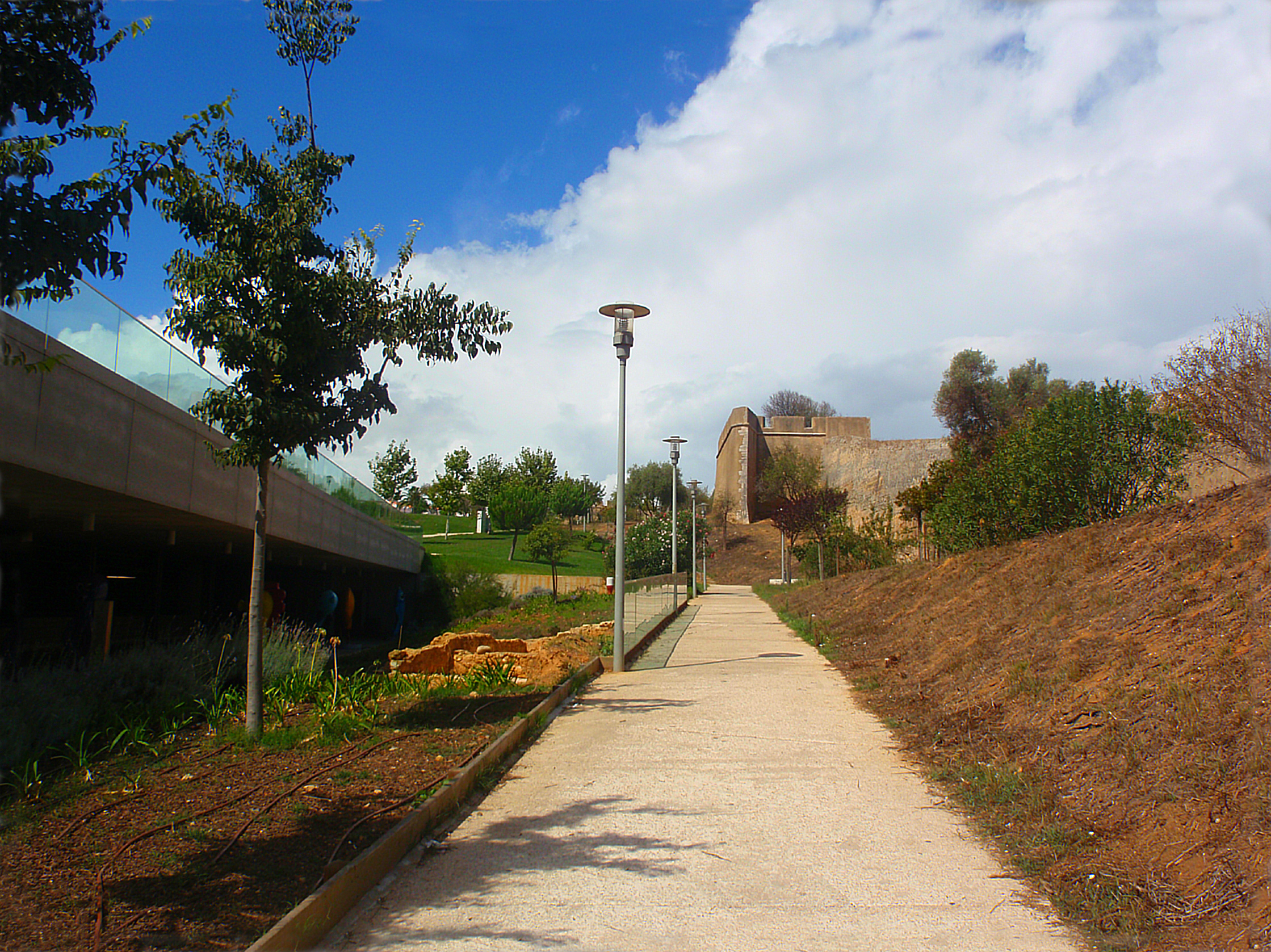
As ruínas no centro pertencem à antiga gafaria. O parque de estacionamento à esquerda foi construído em cima da antiga lixeira, onde foram encontrados os restos mortais dos escravos.

## História e descrição
O hospital, conhecido como gafaria ou leprosaria, estava situado num local situado fora da cidade, que posteriormente ganhou o nome de Vale da Gafaria, enquanto que um baluarte nas proximidades ganhou o nome de Gafaria ou de Nossa Senhora da Conceição. O estabelecimento terá funcionado nos finais do século XV. De acordo com os vestígios encontrados, a antiga gafaria era composta por três edifícios, divididos em pequenos compartimentos rectangulares, que eram rebocados e pavimentados com cal. Junto às ruínas da gafaria foram encontrados esqueletos de treze indivíduos de ambos os sexos, correspondentes a doze adultos e uma criança, que tinham sido inumados em posições e orientações que não correspondiam às regras para os enterramentos cristãos da altura. Os esqueletos apresentavam danos nos ossos correspondentes à doença de Hansen, mais conhecida como lepra, pelo que aquela área teria sido utilizada como necrópole da gafaria.
Este local também foi utilizado como lixeira, entre os séculos XV e XVII. Nos finais da década de 2000, foi alvo de escavações arqueológicas para a construção de um parque de estacionamento, tendo sido encontrados os restos mortais de 158 escravos, incluindo homens, mulheres e crianças.
A construção do parque de estacionamento foi criticada pela arqueóloga Maria João Neves, que considerou o local como muito importante, devido ao seu espólio «ímpar no mundo», e a possibilidade de se terem cometido ali «crimes contra a humanidade». Uma opinião semelhante foi expressada pela historiadora Isabel de Castro Henriques, representante nacional da UNESCO no programa Rota dos Escravos, que tinha assinado um protocolo com a autarquia para a instalação de um Museu da Escravatura na cidade, e de um memorial no local onde foram encontrados os esqueletos. Em 2014, criticou a decisão do município para construir um campo de mini-golfe no local onde estava planeado o museu e o memorial, além de um centro de estudos sobre a escravatura. A instalação de um museu onde fosse expostas as ossadas também foi defendida pelo historiador Diogo Ramada Curto, responsável pela colecção História e Sociedade, que pretendia «fazer de Lagos e do Museu da Escravatura um centro de reflexão, onde se cruzam histórias de África, Europa e das Américas», como forma de «projetar internacionalmente a cidade». A vereadora para a cultura de Lagos, Maria Fernanda Afonso, confirmou que não tinha sido cumprido o acordo com Isabel de Castro Henriques, mas que ainda poderia ser instalado um memorial num terreno ao lado do campo de mini-golfe, e que estava em preparação o museu dedicado à escravatura, nas antigas instalações da alfândega. De qualquer forma, a autarquia não estava a ponderar a exibição das ossadas, por ser «um tema muito sensível», devendo em vez disso ser «entregues à Universidade de Coimbra».